# Pavetta naucleiflora
Pavetta naucleiflora är en måreväxtart som beskrevs av Robert Brown och George Don jr. Pavetta naucleiflora ingår i släktet Pavetta och familjen måreväxter.

## Underarter
Arten delas in i följande underarter:
- P. n. glabrituba
- P. n. naucleiflora